# Coelorinchus divergens
Coelorinchus divergens är en fiskart som beskrevs av Okamura och Yatou, 1984. Coelorinchus divergens ingår i släktet Coelorinchus och familjen skolästfiskar. Inga underarter finns listade i Catalogue of Life.